# Knokke-Heist
Knokke-Heist (in francese Knocke-Heist) è un comune belga di 33 556 abitanti, situato nella provincia fiamminga delle Fiandre Occidentali.
È una stazione balneare della costa belga del Mare del Nord e una tra le città maggiormente importanti per il turismo belga, specialmente dalle classi medie ed agiate.
Knokke stessa è suddivisa in più quartieri: Duinbergen, Albertstrand, Knokke centro, Le Zoute e Le Zwin.
Nella cittadina è situato anche uno dei capolinea del Kusttram, linea tranviaria di 67 km che corre lungo tutta la costa belga fino a De Panne.

## Luoghi d'interesse
La riserva naturale di Zwin è una delle più importanti del litorale, nonché una delle più importanti del Belgio.
Una delle attrazioni principali della città era il Giardino delle Farfalle (De Vlindertuin), chiuso nel 2010, che comprendeva una collezione di farfalle provenienti da tutto il mondo: tra le oltre 300 le farfalle recensite si potevano trovare la farfalla della passione, la notturna tropicale, la pascià a due code e la Morpho cypris. 
Sul lungomare si trovano ristoranti e, da ricordare, è il primo stabilimento nei pressi della diga che fu aperto nel 1896 nell'antico corpo di guardia di un fortino francese del periodo napoleonico.

## Gastronomia
Tra le specialità della cucina di questo angolo di Fiandra al confine con i Paesi Bassi troviamo le famose gaufres di Moeder Siska (Mamma Siska) a forma di trifoglio a cinque cuori.